# Экономическая категория
Экономическая категория — теоретическое выражение, мысленная форма экономических, прежде всего, производственных, отношений во взаимодействии с развитием продуктивных сил, экономических явлений и процессов, которые реально существуют.
- Теоретическое выражение существенных сторон экономических процессов и явлений в виде строго определенных понятий.
- Совокупность специальных терминов экономиста, которые он использует для описания экономических процессов и явлений.

## Примеры экономических категорий
- стоимость
- цена
- труд